# Can Tordera (Vilanova de Sau)
Can Tordera és un conjunt de dues masies adossades del municipi de Vilanova de Sau (Osona) incloses en l'Inventari del Patrimoni Arquitectònic Català.

## Can Tordera Sud
És una petita masia de planta quadrada, coberta a dues vessants i amb el carener perpendicular a la façana, situada a migdia. Consta de planta baixa i un pis. A la part dreta, a l'esquerra i al darrere s'hi adossen diverses dependències agrícoles de construcció recent. La façana presenta un portal rectangular amb llinda de pedra, una finestra a la planta i una altra al primer pis. A la part de llevant hi ha antigues obertures tapiades i una finestra amb ampit motllurat. També s'hi conserva una reixa de llangardaix.
Està construïda amb pedres de procedència diversa, que s'observa fàcilment pel color. També hi ha conglomerat vermellós unit amb fang. Està parcialment arrebossada, ja que la part baixa del mur està força deteriorada.

## Can Tordera Nord
És una masia adossada a l'antiga Can Tordera per la part nord, per això totes dues tenen el mateix nom. És de planta en forma de L per tal d'ajustar-se a la construcció primitiva i coberta a tres vessants. Consta de planta baixa i primer pis. La façana, òbviament, es troba a la banda de tramuntana. Presenta un portal rectangular amb un frontó semicircular al damunt. Aquest portal està descentrat del cos de l'edifici i en el registre semicircular hi ha un baix relleu d'estuc amb uns àngels que emmarquen el nom del propietari i la data de construcció.
A nivell del primer pis hi ha diverses finestres allindanades que descriuen uns registres semicirculars en els quals hi ha esgrafiats d'inspiració clàssica. La part de llevant i de migdia són gairebé cegues.
És construïda amb pedra i arrebossada. L'estat de conservació és bastant bo malgrat el deteriorament del color dels estucs i esgrafiats.

## Història
La masia està situada dins la demarcació de la parròquia de Vilanova de Sau. El terme civil de Sau experimentà un notable creixement demogràfic a partir del segle xvi i fins als segles xviii i xix. En el període comprès entre aquests quatre segles passà de tenir 11 masos a 101.
Can Tordera Sud sembla anterior a Can Tordera Nord. Les dues es degueren construir durant aquests temps d'esplendor demogràfic.